# 2004 HG79
2004 HG79, também escrito como 2004 HG79, é um objeto transnetuniano que está localizado no Cinturão de Kuiper, uma região do Sistema Solar. Este corpo celeste é classificado como um cubewano. Ele possui uma magnitude absoluta de 6,5 e tem um diâmetro estimado com 183 km.

## Descoberta
2004 HG79 foi descoberto no dia 24 de abril de 2004 pelo astrônomo B. Gladman.

## Órbita
A órbita de 2004 HG79 tem uma excentricidade de 0,030 e possui um semieixo maior de 43,422 UA. O seu periélio leva o mesmo a uma distância de 42,140 UA em relação ao Sol e seu afélio a 44,704 UA.